# Цифрова ручка

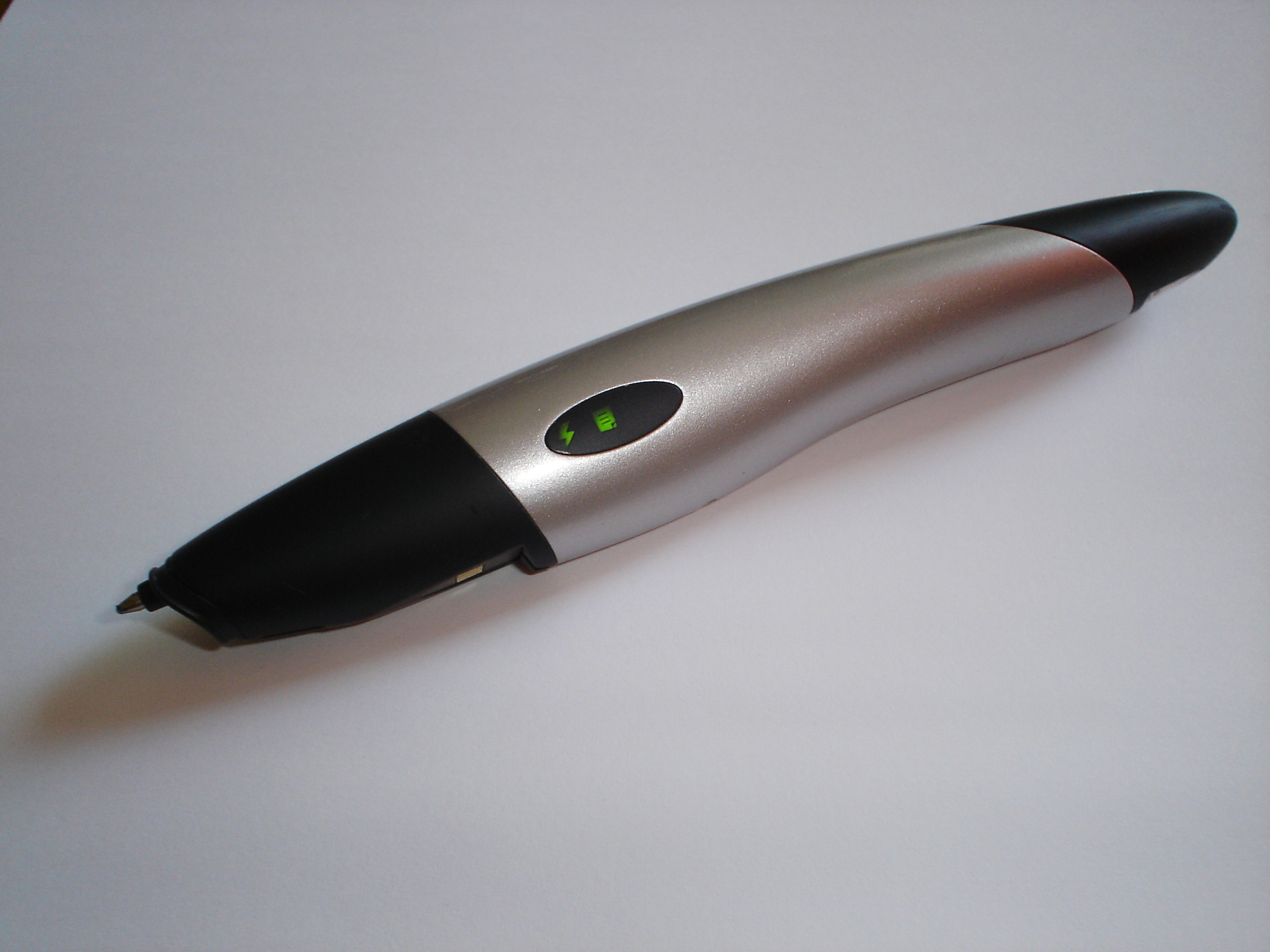
Цифрова ручка Logitech

Цифрова ручка — пристрій введення інформації, що фіксує рукописні символи та малюнки користувача та оцифровує їх. Надалі їх можна завантажити в комп'ютер і відобразити на його моніторі. Дані, отримані за допомогою пристрою, можна розпізнати за допомогою спеціалізованого програмного забезпечення, використовувати в різних застосунках або як комп'ютерну графіку.

## Опис
Цифрові ручки, як правило, мають більшу функціональність, ніж стилус. На відміну від них, пристрої забезпечені внутрішньою електронікою і мають такі функції, як сенсорна чутливість, функціональні кнопки, вбудована пам'ять, Bluetooth, та електронна гумка, можливість використання замість миші або як указку. Деякі моделі входять до комплектації графічних планшетів, інші використовують технологію Anoto, що дозволяє робити записи на цифровому папері або на іншій поверхні, наприклад, на інтерактивній дошці.
Основна перевага цифрових ручок над іншими пристроями введення — можливість вводити текст звичним для людини рукописним способом. Якщо пристрій використовується автономно від комп'ютера, записи зберігаються у внутрішній пам'яті.

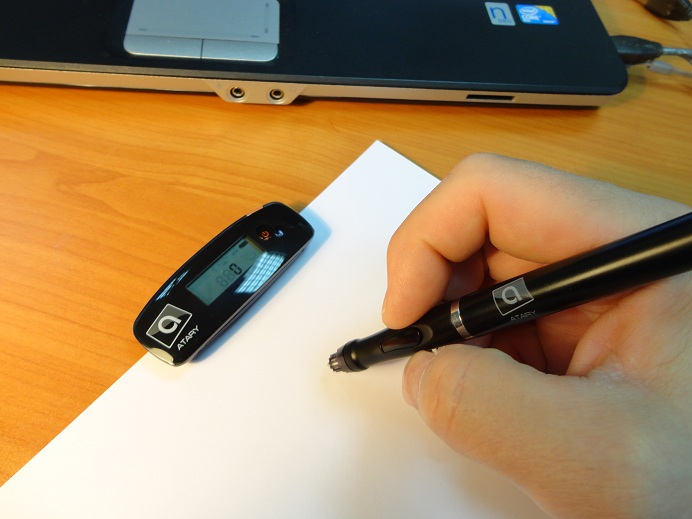
Цифрова ручка пише по звичайному паперу або будь-якій іншій поверхні, як звичайна ручка

Цифрова ручка — це перш за все ручка, якою можна писати на папері (так звана «тверда копія»). При цьому всі лінії, що проводяться на аркуші, запам'ятовуються в пам'яті ручки (або приймачі, що працює з ручкою).
Існує два різновиди цифрових ручок, що відрізняються принципом роботи: оптичні цифрові ручки та координатні цифрові ручки.
Перші відрізняє наявність вбудованої в тіло ручки відеокамери, за допомогою якої розпізнаються та запам'ятовуються в пам'яті лінії, які користувач проводить на папері. Зазвичай для використання оптичних цифрових ручок потрібний спеціальний папір із нанесеними на нього маркерами або мітками.
Координатні цифрові ручки з'явилися на початку 2000-х років завдяки розробкам ізраїльської компанії Pegasus Technology. Вони складаються з ручки, яка пише на будь-якій поверхні, і приймача («основного пристрою»), що закріплюється на аркуші і за допомогою двох високоточних сонарів визначає координати писального кінця ручки з точністю 100—120 точок на дюйм і запам'ятовує координати точок проведених ліній (50—70 разів на секунду).
Координатні ручки визначають і запам'ятовують абсолютні координати ліній на аркуші відносно приймача. Тому при підключенні до порту комп'ютера більшість координатних ручок можна використовувати як простий графічний планшет.

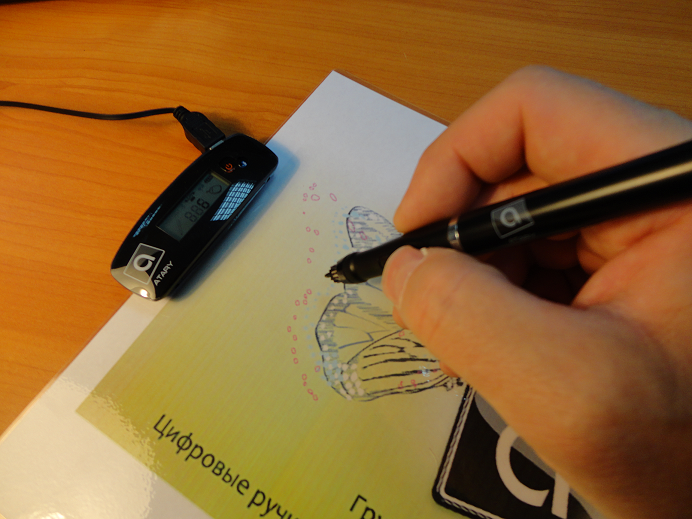
Використання координатної цифрової ручки як графічного планшета

Завдяки простішій будові координатних цифрових ручок, у порівнянні з оптичними, вони дешевші і нині популярніші.
Існують також програми, що використовують алгоритми повнотекстового пошуку за рукописними текстами. Це дозволяє здійснювати контекстний пошук у великих масивах рукописних текстів без необхідності перетворення в друковане кодування.

## Застосування
- Малювання
- Електронне голосування

## Виробники
Цифрові ручки виробляють компанії Logitech, Maxell, Nokia, Atary та іншими.